# Colpodium violaceum
Colpodium violaceum är en gräsart som först beskrevs av Pierre Edmond Boissier, och fick sitt nu gällande namn av August Heinrich Rudolf Grisebach. Colpodium violaceum ingår i släktet Colpodium, och familjen gräs. Inga underarter finns listade i Catalogue of Life.